# Laura Partenio
Laura Partenio est une joueuse italienne de volley-ball née le 29 décembre 1991 à Venise. Elle mesure 1,82 m et joue au poste de réceptionneuse-attaquante. 

## Clubs
| Club                  | Pays   | De        | À         |
| --------------------- | ------ | --------- | --------- |
| Pallavolo Macerata    | Italie | 2005-2006 | 2005-2006 |
| Club Italia           | Italie | 2006-2007 | 2007-2008 |
| AICS Forlì            | Italie | 2008-2009 | 2008-2009 |
| Club Italia           | Italie | 2009-2010 | 2009-2010 |
| Universal Modena      | Italie | 2010-2011 | 2011-2012 |
| Tiboni Urbino         | Italie | 2012-2013 | 2012-2013 |
| Racing Club de Cannes | France | 2013-2014 | …         |

## Palmarès

### Équipe nationale
- Championnat d'Europe des moins de 20 ans
  - Vainqueur : 2008.

### Clubs
- Coupe de France (1)
  - Vainqueur : 2014
- Championnat de France (1)
  - Vainqueur : 2014

### Récompenses individuelles
- Championnat d'Europe féminin de volley-ball des moins de 20 ans 2008: Meilleure attaquante.